# Metaleptyphantes clavator
Metaleptyphantes clavator är en spindelart som beskrevs av George Hazelwood Locket 1968. Metaleptyphantes clavator ingår i släktet Metaleptyphantes och familjen täckvävarspindlar. Inga underarter finns listade i Catalogue of Life.